# Мазенко Марина Юріївна
Марина Юріївна Мазенко (до шлюбу Мельниченко; 7 травня 1998, Жовтневе, Хмельницька область) — українська волейболістка, центральна блокуюча. Гравець національної збірної.

## Із біографії
Вихованка дитячо-юнацької спортивної школи Кам'янець-Подільського (перша тренерка — Ольга Погорецька). Після 7-го класу переїхала до Тернополя, де продовжувала займатися волейболом у дублі «Галичанки». Виступала за юнацьку збірну України.
За основний склад тернопільської «Галичанки» виступала з 2014 року. У 2018 році її визнали найкращою блокуючої української Суперліги. Один сезон провела у вінницькому клубі. Влітку 2019 року повернулася до Тернополя на один сезон. З 2020 року захищала кольори «Прометея» з Дніпропетровської області. 
Під час широкомасштабного вторгнення Росії в Україну виїхала до Польщі. Спортивну форму підтримувала в аматорській команді зі Скерневиць. У червні 2022 року уклала контракт із клубом вищого дивізіону «Легіоновія». У січні 2023 року цей клуб виключили з ліги через фінансову скруту, а Мазенко почала захищати кольори команди «Ролескі» (Тарнів).
Учасниця Універсіади-2019 в італійському Неаполі. Гравець національної збірної України. У її складі виступала на чемпіонаті Європи 2021 року

## Клуби
| Роки      | Команди                             |
| --------- | ----------------------------------- |
| 2014—2018 | «Галичанка» (Тернопіль)             |
| 2018—2019 | «Білозгар-Медуніверситет» (Вінниця) |
| 2019—2020 | «Галичанка» (Тернопіль)             |
| 2020—2022 | «Прометей»                          |
| 2022—2023 | «Легіоновія» (Легіоново)            |
| 2022—2023 | «Ролескі» (Тарнів)                  |
| 2023—2024 | «Маккабі» (Ашдод)                   |
| 2024—     | «Сокол» (Могільно)                  |

## Досягнення
- Чемпіон України (2): 2021, 2022
- Володар кубка України (2): 2021, 2022
- Володар суперкубка України (2): 2020, 2021
- Чемпіон Ізраїля (1): 2024

## Статистика
Статистика виступів в єврокубках:
| Сезон   | Клуб         | Турнір         | Ігри | Сети | Очки | Ср.  | Примітки |
| ------- | ------------ | -------------- | ---- | ---- | ---- | ---- | -------- |
| 2020/21 | «Прометей»   | Ліга чемпіонів | 1    | 2    | 3    | 1,5  |          |
| 2020/21 | «Прометей»   | Кубок ЄКВ      | 1    | 3    | 6    | 2    | [ 15 ]   |
| 2021/22 | «Прометей»   | Ліга чемпіонів | 3    | 6    | 9    | 1,5  | [ 16 ]   |
| 2022/23 | «Легіоновія» | Кубок виклику  | 3    | 7    | 6    | 0,86 |          |

Статистика виступів у збірній:
| Сезон | Турнір           | Ігри | Сети | Очки | Ср.  | Примітки |
| ----- | ---------------- | ---- | ---- | ---- | ---- | -------- |
| 2021  | Чемпіонат Європи | 2    | 3    | 1    | 0,33 |          |
| 2021  | Євроліга         | 4    | 12   | 15   | 1,25 |          |
| 2022  | Євроліга         | 3    | 5    | 4    | 0,8  |          |